# Búfalo-gigante
O búfalo-gigante (Syncerus antiquus / Pelorovis antiquus) foi um grande bovídeo que viveu há aproximadamente 13 mil anos no continente africano, sendo um dos maiores que já existiu; possuía aproximadamente 2,5 metros de altura, 3 metros de comprimento e pesava cerca de 1,5 tonelada, com os machos sendo maiores, mais pesados e com chifres maiores.[carece de fontes?] Vivia em bandos e se assemelhava ao búfalo-africano. Essa espécie vivia próximo a corpos d'água, e possuía grandes chifres. Seus chifres, sem contar com a camada de queratina (Que dificilmente se fossiliza) mediam mais de um metro de comprimento e seu formato se parecia com os do atual Bubalus arnee, o que fez com que esse animal fosse erroneamente classificado no gênero Bubalus. A nomenclatura oficial dessa espécie ainda é motivo de discussões dentro da comunidade científica.

## Descoberta e classificação
O búfalo-gigante foi descrito pela primeira vez em 1851 por Georges Louis Duvernoy a partir de um crânio encontrado ao longo do rio Bou Sellam na Argélia. Foi encontrado a um metro de profundidade, quando estavam escavando fundações para a construção de um novo moinho. Posteriormente à sua descoberta, o crânio foi enviado para Paris.[carece de fontes?] A primeiro momento, o animal foi classificado como Bubalus antiquus. Em 1949, Dorothy Bate atribuiu a espécie ao gênero Homoioceras. Foi posteriormente transferido para o gênero Pelorovis em 1978. A espécie foi classificada como Pelorovis devido a sua arcada dentária.
A partir de 1994, tem sido sugerido que a espécie seja movido para Syncerus (do grego "juntos") devido às suas semelhanças cranianas e pós-cranianas com os animais atuais desse gênero, como a posição das órbitas por exemplo. Este é o nome mais aceito para o animal atualmente, mas o nome Pelorovis ainda pode ser encontrado em alguns documentos e artigos. Possíveis fósseis do búfalo-gigante foram encontrados em depósitos do Holoceno, mas estes possivelmente pertencem a outro bovídeo uma vez que até onde sabemos essa espécie foi extinta no Pleistoceno Superior.[carece de fontes?]

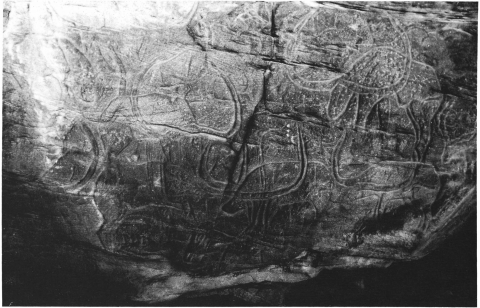
Búfalos gigantes em arte rupestre

## Alimentação
O búfalo-gigante era um animal herbívoro, como confirmado pelas análises de desgaste de seus dentes e pela proximidade com os atuais búfalos.

## Distribuição
O búfalo-gigante viveu no Norte da África, na África Austral e na África Oriental. Foi extinto há cerca de 4000 anos. Devido ao tamanho dos chifres, provável que essa espécie vivia em áreas com poucas árvores, provavelmente próximo a corpos d'água como fazem os atuais búfalos. O fato de os restos da espécie terem sido encontrados pela primeira vez próximos a um rio fortalece essa hipótese.[carece de fontes?]

## Comportamento
Com base em pinturas rupestres acredita-se que o búfalo-gigante vivia em grandes rebanhos e os machos lutavam entre si batendo suas cabeças. Demais hábitos ainda são desconhecidos.[carece de fontes?]

## Extinção
Sua extinção tem sido atribuída à predação humana (já que o animal é representado em pinturas rupestres) e às mudanças climáticas. Recentemente surgiu também a hipótese de que ele simplesmente sofreu uma metamorfose e se tornou o búfalo africano Syncerus caffer. Francis Thackeray propôs em 2007 que um grande meteorito atingiu a terra há aproximadamente 12.800 anos, espalhando platina na atmosfera, o que levou a extinção de diversos animais que comiam grama. Segundo esse mesmo cientista, o Equus capensis e o Megalotragus priscus também foram extintos pela queda desse corpo celeste.